# POLG2
A mitokondriális DNS-polimeráz γ, 2. alegység a POLG2 gén által kódolt fehérje. 55 kDa-os kiegészítő egység, mely a DNS-polimeráz γ katalitikus alegységének, a POLG-nak processzivitását és sótűrését adja. Mutációi autoszomális domináns progresszív külső oftalmoparézist okoznak mitokondriális DNS-deléciókkal.

## Szerkezet
A POLG2 a 17. kromoszóma q karjának 23.3 sávján található, és 8 exonja van. Az általa kódolt POLG2 fehérje foszfoszerint tartalmaz a 38. helyen, valamint egy tranzitpeptidet. 25 β-redőből, 21 α-hélixből és 8 fordulóból áll.
A 436–466. aminosav az emlősök közt nagyrészt állandósult szekvenciát tartalmaz.

## Funkció
A POLG2 kódolja a DNS-polimeráz γ processzivitást biztosító alegységét. A DNS-polimeráz γ heterotrimert alkot 1 katalitikus és 2 kiegészítő alegységgel. Növeli a DNS-kötést, stimulálja a DNS-polimeráz- és exonukleázaktivitást, és elősegíti a processzív DNS-szintézist. 1 POLG és 2 POLG2 együtt alkoják a DNS-polimeráz γ holoenzimet.

### Katalitikus aktivitás
A {\displaystyle {\ce {dNTP +DNS_{n}->PP_i+DNS_{n+1}}}} reakciót katalizálja.

## Klinikai jelentőség

### Mitokondriális deléciós progresszív külső oftalmoparézis
A POLG2 mutációi összefüggnek a mitokondriális deléciós progresszív külső oftalmoparézissel. Ez a szemizmok és a felső szemhéj levator izmának fokozatos gyengülését, ezenkívül jelentkezhet vázizom-miopátiával, hályogokkal, hallásvesztéssel, érzőaxon-neuropátiával, ataxiával, depresszióval, hipogonadizmussal és parkinsonizmussal. E sokszervi betegség a Pol γ-alegységeket zavaró G451E mutációhoz kapcsolódik.
Krónikus hepatitis C esetén a DDX5 minor alléljének vagy a DDX5-POLG2 haplotípus hordozóinak feltehetően nagyobb az előrehaladottfibrózis-kockázata. Fontos azonban, hogy a CPT1A minor allél hordozói feltehetően kisebb kockázatnak vannak kitéve.
Egy deléciót tartalmazó POLG2-változat nem tud dimerizálódni az ehhez szükséges felület nagy részének hiánya miatt, így kisebb a processzív DNS-szintézist stimuláló képessége. E változat sokkal később ülepszik le.

### Rák
Feltételezett összefüggést találtak a tüdő-, illetve a fej-nyaki rák, valamint a POLG2-mutációk közt Michiels et al. 2007-ben, azonban a hamis felfedezések aránya igen nagy – 25–55% volt e tanulmányban, s bizonyos haplotípusok esetén elérhette akár a 86%-ot is.

## Kölcsönhatások
A POLG2 39 biner fehérje–fehérje kölcsönhatásban vesz részt, 19 kokomplex kölcsönhatással. A POLG2 elsősorban a POLG-vel kölcsönhat.

## Ortológok
A POLG2-nek ismert ortológja a gerincesekben és Drosophila melanogasterben, azonban utóbbi nem dimerizálódik.

## Fordítás
Ez a szócikk részben vagy egészben  a   POLG2 című angol Wikipédia-szócikk ezen változatának fordításán alapul.  Az eredeti cikk szerkesztőit annak laptörténete sorolja fel. Ez a jelzés csupán a megfogalmazás eredetét és a szerzői jogokat jelzi, nem szolgál a cikkben szereplő információk forrásmegjelöléseként.